# حزب الشعب السورينامي التقدمي
حزب الشعب السورينامي التقدمي (بالهولندية: Progressieve Surinaamse Volkspartij) ويختصر PSV، حزب سياسي سابق في سورينام. كان الحزب جزءا من المنظمة المسيحية الديمقراطية في أمريكا.
من أهم شخصيات الحزب يوليوس سيزار دو ميراندا الذي تولى منصب وزير أول خلال الفترة الممتدة من جوان 1949 حتى أفريل 1951.